# Cristina A. Bejan
Cristina Adriana Bejan (n. 29 aprilie 1982) este o scriitoare, dramaturgă și istoric româno-americană. 

## Studii
Cristins Bejan locuiește în Denver, Colorado
Și-a luat licența în filozofie de la Universitatea Northwestern unde a studiat și teatrul.
De asemenea, are un Master și un doctorat în Istorie modernă de la Universitatea Oxford. 
Bejan a fost bursieră Fulbright și Rhodes primind de-a lungul timpului burse de la Muzeul Memorial al Holocaustului din Statele Unite ale Americii, Centrul Wilson și Universitatea Georgetown. În calitate de cercetătoare la Centrul Internațional pentru Savanți Woodrow Wilson și-a prezentat lucrările despre totalitarism pe C-SPAN. În calitate de cercetător pentru Muzeul Memorial al Holocaustului din Statele Unite, Bejan a contribuit la Enciclopedia taberelor și ghetourilor 1933 – 1945.

## Opera

### Istorie
Cartea lui Bejan Intelectuali și fascism în România interbelică: Asociația Criterion (Intellectuals and Fascism in Interwar Romania: The Criterion Association, Palgrave Macmillan, 2019) este despre Societatea literară Criterion, precum și despre interesul lui Mircea Eliade și ai prietenilor săi pentru fascism, precum și despre aversiunea lui Mihail Sebastian și Petru Comarnescu față de ideologia politică. Prefața este scrisă de profesorul Vladimir Tismăneanu. Cartea a fost apreciată de Marci Shore în Times Literary Supplement drept o „istorie bogat detaliată”.

### Poezie
Cartea ei de poezie de debut, Green Horses On the Walls a câștigat în 2021 premiul Human Relations Indie Book Award, precum și premiul Independent Press Book Award. Bejan a fost finalistă la Next Generation Indie Book Award 2021 și selectată în Colorado Author's League Book Award. Poeziile ei sunt în mare parte despre crimele României comuniste, dragoste, sănătate mintală și agresiune sexuală. În susținerea cărții, dramaturga Saviana Stănescu a descris-o ca pe un „puzzle liric de maturitate [care] ne duce într-o călătorie emoționantă în viitor prin trecut, peste granițele geografice și emoționale”. Observatorul Cultural i-a considerat poeziile „o căutare intensă a identității”.

### Teatru
Bejan este și dramaturg. Recenzia publicată de Washington Post despre producția din 2014 din Capital Fringe Festival a piesei sale Districtland a susținut satira pentru că a avut „momente în care membrilor publicului le-au dat lacrimile – fie pentru că rădeau prea tare, fie pentru că era prea real”. Piesa a fost apoi cumpărată pentru dezvoltare TV de către un regizor local.

## Viața artistică
Bejan este cofondatoarea și coordonatoarea grupului de artă Bucharest Inside the Beltway. Numele de scenă al lui Bejan este Lady Godiva.